# Thuần hóa ngựa

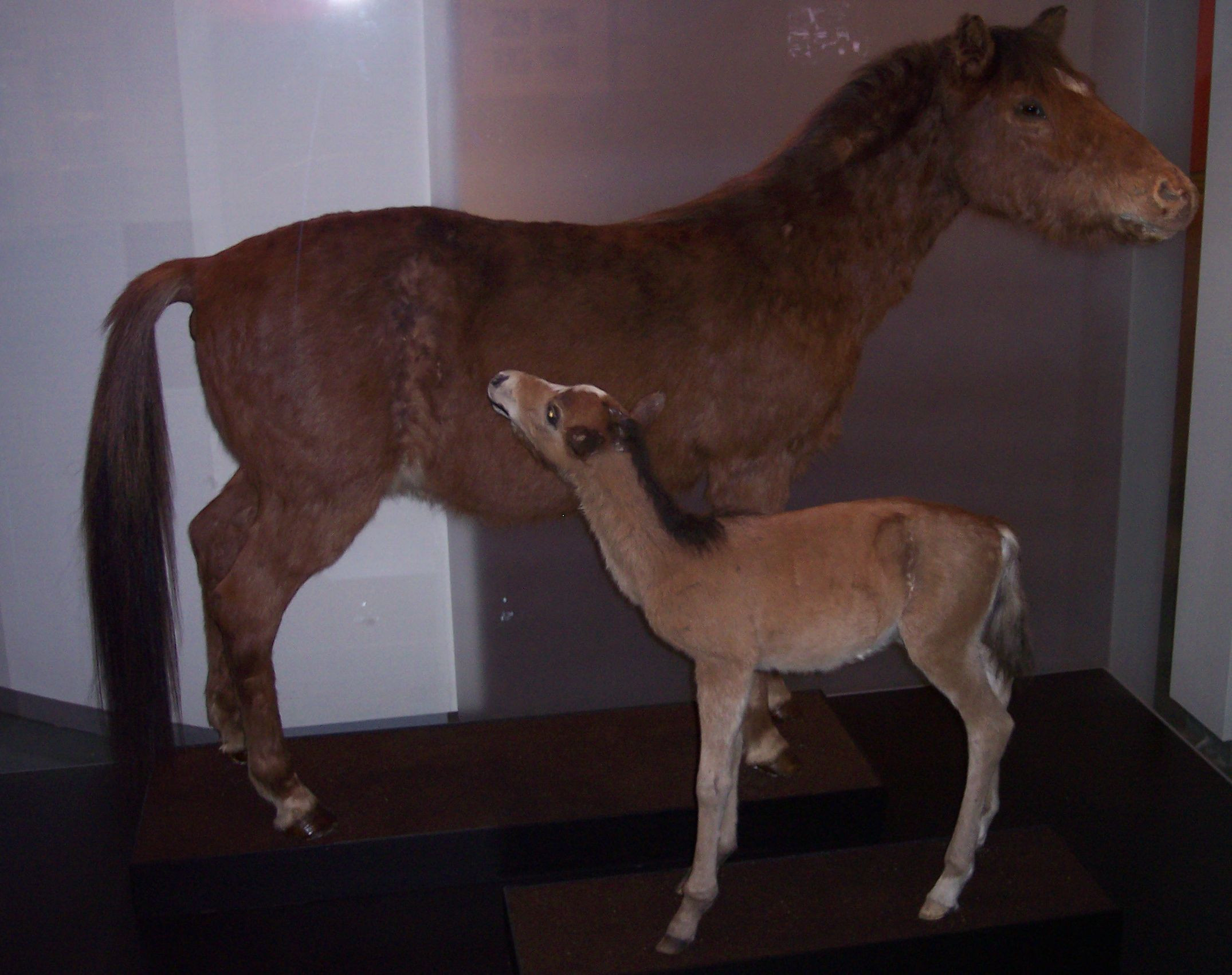
Những con ngựa cổ xưa được trưng bày trong bảo tàng

Ngựa là một trong những gia súc được con người thuần hóa sớm nhất. Có những bằng chứng cho thấy, con người đã thuần hóa ngựa từ hơn 30.000 năm Trước Công nguyên, ban đầu người ta săn bắt ngựa để lấy thịt ngựa cho nhu cầu thực phẩm, sau đó con người bắt, nhốt và thuần dưỡng chúng để sử dụng vào nhiều mục đích khác nhau, đặc biệt là trong việc giao thông và chuyên chở, sau đó là dùng vào việc chiến tranh, các hình thức khác như đua ngựa cũng được phổ biến. Việc thuần hóa ngựa có ý nghĩa về kinh tế cũng như xã hội to lớn, đẩy mạnh giao tiếp, vận chuyển, sản xuất thực phẩm cũng như chiến tranh. Cho đến nay, loài người đã lai tạo được trên 100 giống ngựa.

## Quá trình
Cách đây trên một triệu năm là thời đại của ngựa. Tuy loài người khi đó chưa biết thuần hóa ngựa, song ngựa là con vật săn của người nguyên thủy thông qua những mảnh xương ngựa đào được trong hang động của người nguyên thủy, những hình vẽ con ngựa còn đậm nét trên vách hang động của họ, những bức tượng ngựa được đẽo gọt tinh xảo. Có lẽ ngựa nhà được thuần hóa khoảng từ 3.000-3.500 năm Trước Công nguyên ở nhiều nơi trên thế giới. Bằng chứng về việc sử dụng dây cương bằng da cho thấy con người cưỡi ngựa từ cách đây 5.500 năm. Con người bắt đầu thuần dưỡng ngựa vào khoảng 4000-4500 TCN, và người ta tin rằng ngựa đã được nuôi phổ biến ở châu Âu vào khoảng 3000 TCN-2000 TCN.
Có những giả thiết cho rằng trung tâm thuần hóa ngựa phương Đông là cổ nhất với giống ngựa thon, mảnh, nhẹ nhàng và chạy nhanh. Ngựa hoang Mông Cổ hiện chỉ còn sống ở Tây Bắc Trung Quốc và miền nam Mông Cổ, được coi là tổ tiên của nhiều giống ngựa phương Đông. Ngựa được thuần dưỡng tại Trung Quốc có lẽ khoảng 2500 năm Trước Công nguyên, nghĩa là cách nay khoảng trên 4000 năm. Tiếp đó là trung tâm Bắc Á và châu Âu, gần đây nhất là trung tâm Tây Âu, với giống ngựa to lớn, nặng nề, guốc rộng, chỉ dùng để vận tải, kéo cày.
Có ý kiến khác cho rằng cách đây 6 ngàn năm, ngựa đã được thuần hoá tại các cánh đồng Ukraine, phía Tây Nam của nước Nga và vùng phía tây của Kazakhstan, Sau đó, giống ngựa này được nhân rộng ra châu Âu và châu Á và được phối giống với ngựa hoang tại nhiều vùng khác nhau. Ngựa được thuần hoá trên các cánh đồng Ukraina, phía tây nam nước Nga và vùng phía tây Kazakhstan, nơi tiếp giáp giữa 2 châu lục Á, Âu. Ngựa được dùng làm phương tiện đi lại và là nguồn cung cấp thịt, sữa cho con người. Việc thuần hoá ngựa có nguồn gốc từ phía tây vùng biên giới Á, Âu nhưng sau đó, trong quá trình lan rộng ra, nó đã thu nạp thêm gene của nhiều loài ngựa hoang khác trên khắp 2 châu lục.
Những bằng chứng khảo cổ cho thấy, thời điểm thuần hóa ngựa bắt nguồn cách đây 5.500 năm thuộc nền văn hóa Botai, Kazackhstan. Thời điểm này sớm hơn 1000 năm so với các nhận định trước đó, và sớm hơn 2000 năm so với thời điểm những con ngựa thuần hóa có mặt tại châu Âu. Những con ngựa thuần hóa ban đầu không phải dùng để cưỡi, mà để cung cấp thực phẩm là thịt ngựa, trong đó có sữa. Những con ngựa vào thiên niên kỷ thứ 4 trước Công nguyên tại Kazakhstan được chọn lọc giống để sử dụng.
Họ cũng cho thấy chúng được đóng yên, có lẽ là để cưỡi, đồng thời con người sử dụng sữa ngựa. Phân tích xương cho thấy những con ngựa ở thời điểm nói trên có bề ngoài khá giống với ngựa thuần hóa ở thời Đồ Đồng nhưng khác với ngựa hoang ở cùng khu vực. Điều này có nghãi là con người đã chọn lọc ngựa hoang dựa trên đặc điểm sinh lý, những đặc điểm này được tăng cường qua sinh sản. Sữa của ngựa cái vẫn được người Kazakhstan sử dụng, đây là quốc gia mà những truyền thống liên quan đến loài ngựa đã ăn sâu vào văn hóa. Sữa ngựa cũng thường được lên men để tạo loại đố uống có cồn nhẹ gọi là kumis.